# Воробьёвское шоссе
Воробьёвское шоссе́ — улица (шоссе) в районе Раменки Западного административного округа города Москвы. Расположено между Бережковской набережной и улицей Косыгина. Начинается возле Лужнецкого и Бережковского мостов, а заканчивается возле пересечения с Мосфильмовской улицей. Слева к шоссе примыкает Воробьёвская набережная. Нумерация домов ведётся от Бережковского моста.

## Происхождение названия
Шоссе получило название в XIX веке как ведущее от Калужской заставы через Воробьёвы горы в село Воробьёво.

## История
Первоначально шоссе проходило только от Калужской заставы до села Воробьёва, в котором его продолжала Большая Воробьёвская улица. В 1886 году по шоссе от Калужской заставы на Воробьёвы горы начала ходить конка, в 1903 году — паровичок, в 1912 году заменённый трамваем. В 1903 году на шоссе построили Воробьёвский резервуар Москворецкого водопровода. Вдоль водопровода провели Рублёвское шоссе, которое примкнуло к Воробьёвскому. В начале XX века по обеим сторонам шоссе построили небольшие одно-двухэтажные дачи, между которыми возникло несколько Воробьёвских и Нововоробьёвских проездов.
В 1935—1937 годах в начале шоссе построили Институт физических проблем. «Место для института было выбрано на редкость удачное: старинный парк на высоком берегу Москвы-реки, в самом начале Воробьёвского шоссе. Здесь вырос целый комплекс домов строгой архитектуры: главный корпус, лаборатории, мастерские, особняк директора и длинный, двухэтажный дом для сотрудников, глядящий на Калужское шоссе. По другую сторону улицы — там, где сейчас витрины Дома обуви, — был пустырь. За ним деревянные дома совсем по-деревенски вытянулись вдоль дороги, дальше шли огороды. По утрам молочница спешила через дорогу с парным молоком».
В 1938 году трамвай на шоссе заменили троллейбусом.
В 1953—1955 годах в связи с переустройством территории около нового здания МГУ село Воробьёво снесли, шоссе расширили и продлили до Бережковской набережной через Сетуньский мост, включив в него Большую Воробьёвскую улицу. Между полосами движения проложили широкий бульвар.
В 1954 году построена смотровая площадка, ограждённая балюстрадой из красного гранита.
В 1950-е годы с чётной стороны конечного участка шоссе за высокими заборами возникают особняки высших руководителей КПСС.
В 1962 году на шоссе построен Дворец пионеров и школьников.
В 1974—1976 годах была построена 23-этажная гостиница «Орлёнок».
В 1981 году значительную часть шоссе переименовали в улицу Косыгина в честь председателя Совета Министров СССР А. Н. Косыгина, который жил на шоссе в особняке (ул. Косыгина, 8). Ныне историческое название сохраняется только за небольшим участком шоссе.

## Шоссе в произведениях литературы и искусства
На Воробьёвском шоссе (теперь этот участок — улица Косыгина) происходит сцена из фильма «Сердца четырёх» (1941), когда Пётр Колчин на мотоцикле сбивает Галину Мурашову на велосипеде.

## Транспорт
По шоссе проходят автобусы 91к, 119, 266, 297, 320, 394, 791, П209, м17, с249, с263, т34.

## Примечательные здания и сооружения

### По нечётной стороне
По нечётной стороне зданий нет.

### По чётной стороне
- № 6 — НПП имени М. И. Платова.
- № 8 — Всероссийская академия внешней торговли — Центр иностранных языков, Факультет международных финансов, Международно-правовой факультет.